# Afroleptomydas capensis
Afroleptomydas capensis är en tvåvingeart som beskrevs av Hesse 1969. Afroleptomydas capensis ingår i släktet Afroleptomydas och familjen Mydidae. Inga underarter finns listade i Catalogue of Life.